# Trachymene arfakensis
Trachymene arfakensis är en flockblommig växtart som först beskrevs av Lilian Suzette Gibbs, och fick sitt nu gällande namn av Buwalda. Trachymene arfakensis ingår i släktet Trachymene och familjen flockblommiga växter. Inga underarter finns listade i Catalogue of Life.